# 켈리 마리 트랜
켈리 마리 트랜(영어: Kelly Marie Tran, 1989년 1월 17일 ~ )은 베트남계 미국인 배우이다. 베트남 이민자 가정에서 태어나 단역과 코미디 연기를 통해 경력을 쌓았고, 2017년 영화 《스타워즈: 라스트 제다이》에서 로즈 티코 역으로 출연하며 알려졌다.

## 생애와 경력
미국 샌디에이고에서 태어났다. 베트남어 이름은 쩐로안(베트남어: Trần Loan)이다. 그녀의 부모님은 베트남 출신으로, 베트남 전쟁 때 베트남을 떠나 미국에 정착하였다. 가정 형편은 어려웠으며, 아버지는 버거킹에서, 어머니는 장례식장에서 일했다. 트랜은 샌디에이고 웨스트뷰 고등학교를 졸업하고, 캘리포니아 대학교 로스앤젤레스에서 커뮤니케이션학을 전공하였다.
10대 시절부터 배우를 꿈꿨지만 현실은 어려웠다. 프로필 사진을 찍을 비용을 벌기 위해 요거트 가게에서 아르바이트를 하기도 했으며, 이밖에도 돈을 벌려고 여러 잡다한 일을 하였다. 그 와중에도 코미디 극단 업라이트 시티즌스 브리게이드와 세컨 시티에 들어가 즉흥 연기를 하기도 하며 실력을 키웠으며, 《레이디스 라이크 어스》와 같은 TV 드라마에 단역으로 출연하였다.
2015년 트랜은 5번의 오디션을 통과하며 《스타워즈: 라스트 제다이》에 캐스팅되었다. 트랜은 오디션을 볼 당시 스타워즈 전작을 한 편도 보지 않았다고 밝혔으며, 베트남 전쟁을 경험했던 부모님의 과거와 자신의 정체성을 더해 로즈 캐릭터를 완성하였다. 출연 후에는 '한나 몬타나가 된 기분'이라고 술회했다. 비밀 유지 계약 때문에 주변인에게 스타워즈 캐스팅 사실을 밝히지 못하고 대신 캐나다에서 독립영화를 찍고 있다고 거짓말을 해야 했다. 트랜이 맡은 역할 '로즈 티코'는 여동생 페이지(응오타인번 분)가 죽은 후 반란군에 합류하여, 반란군의 핀(존 보예가 분)과 함께 악역인 제국군 함선에 침투하기 위한 미션을 수행한다. 2017년 배니티 페어지 여름호에 다른 스타워즈 배우인 존 보예가와 오스카 아이작과 같이 표지를 장식했으며, 이로서 해당 잡지 최초의 아시아계 여성 표지 모델이 되었다.
《스타워즈》 후에는 페이스북 워치 오리지널 드라마 《쏘리 포 유어 로스》에서 '줄스' 역으로 캐스팅되었다. 줄스는 주인공 리 깁스(엘리자베스 올슨)의 동생으로, 매형이 죽고 슬픔과 가정 문제를 겪는 캐릭터로 설정되었다. 2020년에는 디즈니 플러스 오리지널 애니메이션 《몬스터즈 앳 워크》에서 '밸 리틀' 역 성우로 캐스팅되었다.

## 사생활
트랜은 《스타워즈: 라스트 제다이》 촬영 후 사망한 선배 배우 캐리 피셔의 영향을 받아 직접 시나리오와 연출을 생각하고 있다.

### 사이버 폭력 사건
《스타워즈: 라스트 제다이》 개봉 후 트랜은 영화 내용과 트랜이 맡은 배역 '로즈 티코'에 불만을 가진 극성 팬들에게 인종차별적·성차별적인 괴롭힘을 받았다. 트랜의 인스타그램 계정에 트랜의 외모와 인종 등을 가지고 비난하는 글이 올라왔고, 스타워즈 위키 우키피디아의 로즈 티코 문서에는 '칭총(Ching Chong)'이라는 비하 표현이 들어가기도 했다. 트랜은 몇 개월을 공격받은 끝에 "두렵지만 어쨌든 하고 있다"는 단문만 남기고 인스타그램 글을 모두 삭제했다. 동료 배우 마크 해밀은 "사랑하지 말아야 할 것은 무엇인가? #정신차려라덕후들아"이라는 내용으로 트랜을 응원하는 메시지를 보냈고, 라이언 존슨 감독도 악성 팬덤을 비판하는 이야기를 했다.
이후 2018년 8월 21일 트랜은 뉴욕 타임스에 입장문을 발표하며, 악성 댓글 때문에 자신의 문화와 '다름'에 대해 수치감이 느껴질 정도로 힘들었다고 토로하면서도 '무시당하지 않겠다'는 의도를 드러냈다.

## 출연작 목록

### TV 드라마
| 연도 | 제목                       | 원제                         | 배역                   | 비고                           |
| ---- | -------------------------- | ---------------------------- | ---------------------- | ------------------------------ |
| 2014 | 어바웃 어 보이             | About a Boy                  | 마거리트               | 2회분 출연                     |
| 2015 | 훼방꾼 아담                | Adam Ruins Everything        | 샤론                   | 2회분 출연                     |
| 2016 |                            | Sing It!                     | 오디션 참가자          | "British Billionaire" 에피소드 |
| 2018 | 스타워즈: 운명의 포스      | Star Wars: Forces of Destiny | 로즈 티코(목소리 출연) | "Shuttle Shock" 에피소드       |
| 2018 | 쏘리 포 유어 로스          | Sorry for Your Loss          | 줄스                   | 주연                           |
| 2020 | 몬스터랜드                 | Monsterland                  | 밸 리틀                | 주연                           |
| 2021 | 크루즈 패밀리: 패밀리 트리 | The Croods: Family Tree      | 돈 베터먼              | 애니메이션                     |

### 영화
| 연도 | 제목                             | 원제                               | 배역      | 비고                 |
| ---- | -------------------------------- | ---------------------------------- | --------- | -------------------- |
| 2017 | 스타워즈: 라스트 제다이          | Star Wars: The Last Jedi           | 로즈 티코 |                      |
| 2019 | 스타워즈: 라이즈 오브 스카이워커 | Star Wars: The Rise of Skywalker   | 로즈 티코 |                      |
| 2020 | 크루즈 패밀리: 뉴 에이지         | The Croods 2                       | 돈 베터먼 | 애니메이션           |
| 2020 | 레고 스타워즈: 홀리데이 스페셜   | The Lego Star Wars Holiday Special | 로즈 티코 | TV 스페셜 애니메이션 |
| 2021 | 라야와 마지막 드래곤             | Raya and the Last Dragon           | 라야      | 애니메이션           |
| 2022 | 레고 스타워즈: 여름 휴가         | Lego Star Wars: Summer Vacation    | 로즈 티코 | TV 스페셜 애니메이션 |